# Bruegel (cràter)
Bruegel és un cràter d'impacte en el planeta Mercuri de 72 km de diàmetre. Porta el nom del pintor flamenc Pieter Brueghel el Vell (1525-1569), i el seu nom va ser aprovat per la Unió Astronòmica Internacional el 1985.